# El Tejar (Guatemala)
Pour les articles homonymes, voir El Tejar.
El Tejar est une ville du Guatemala du département de Chimaltenango.

## Histoire

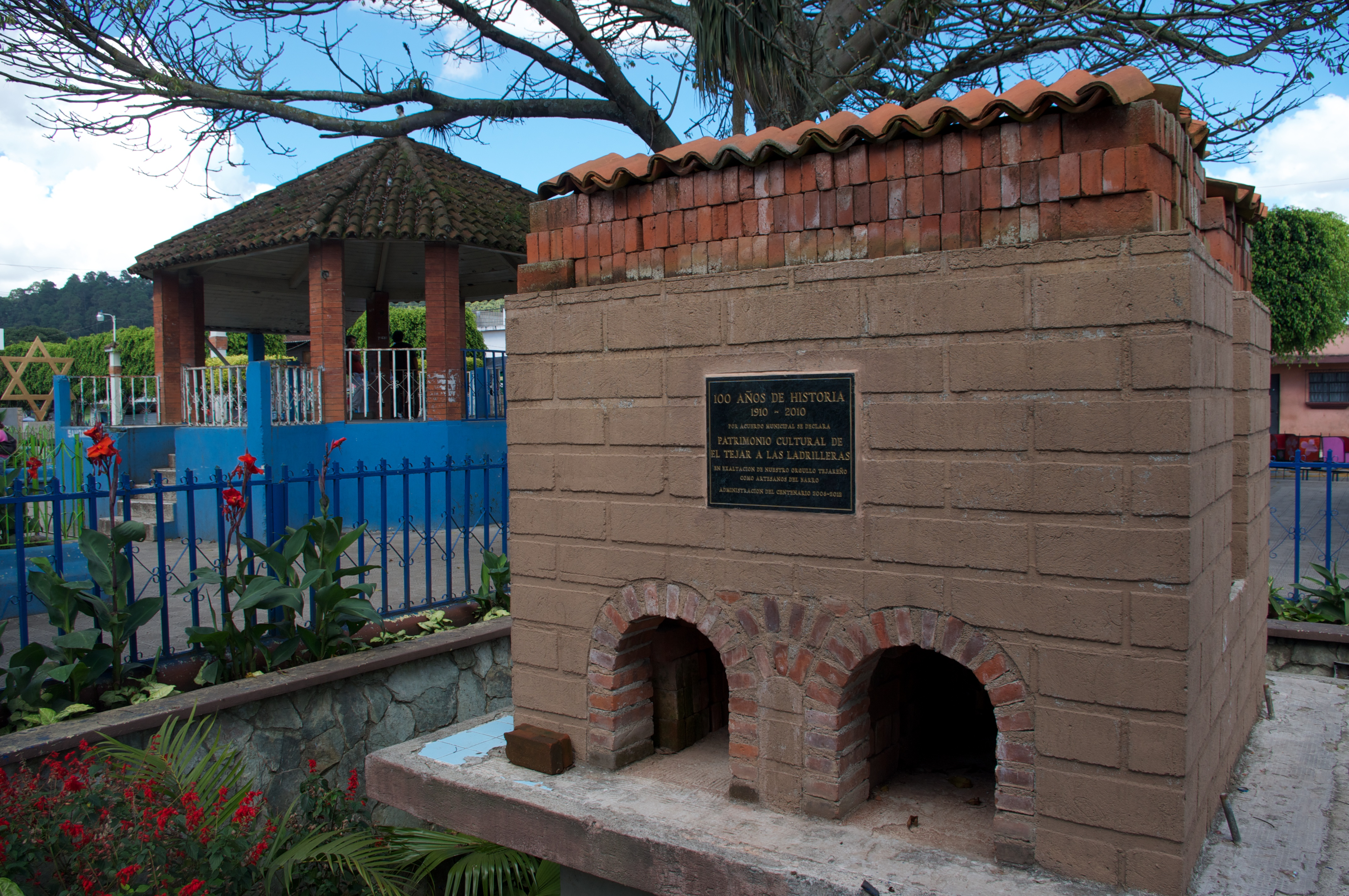
Four de briques édifié pour le centenaire de la ville

Son nom, littéralement en français « la tuilerie », proviendrait de la tradition locale de fabrication de tuiles et briques de construction de grande qualité qui auraient été utilisées dès 1543 pour la construction de la Ciudad de Santiago (actuellement Antigua Guatemala). On décompte encore à ce jour environ 80 briqueteries artisanales.

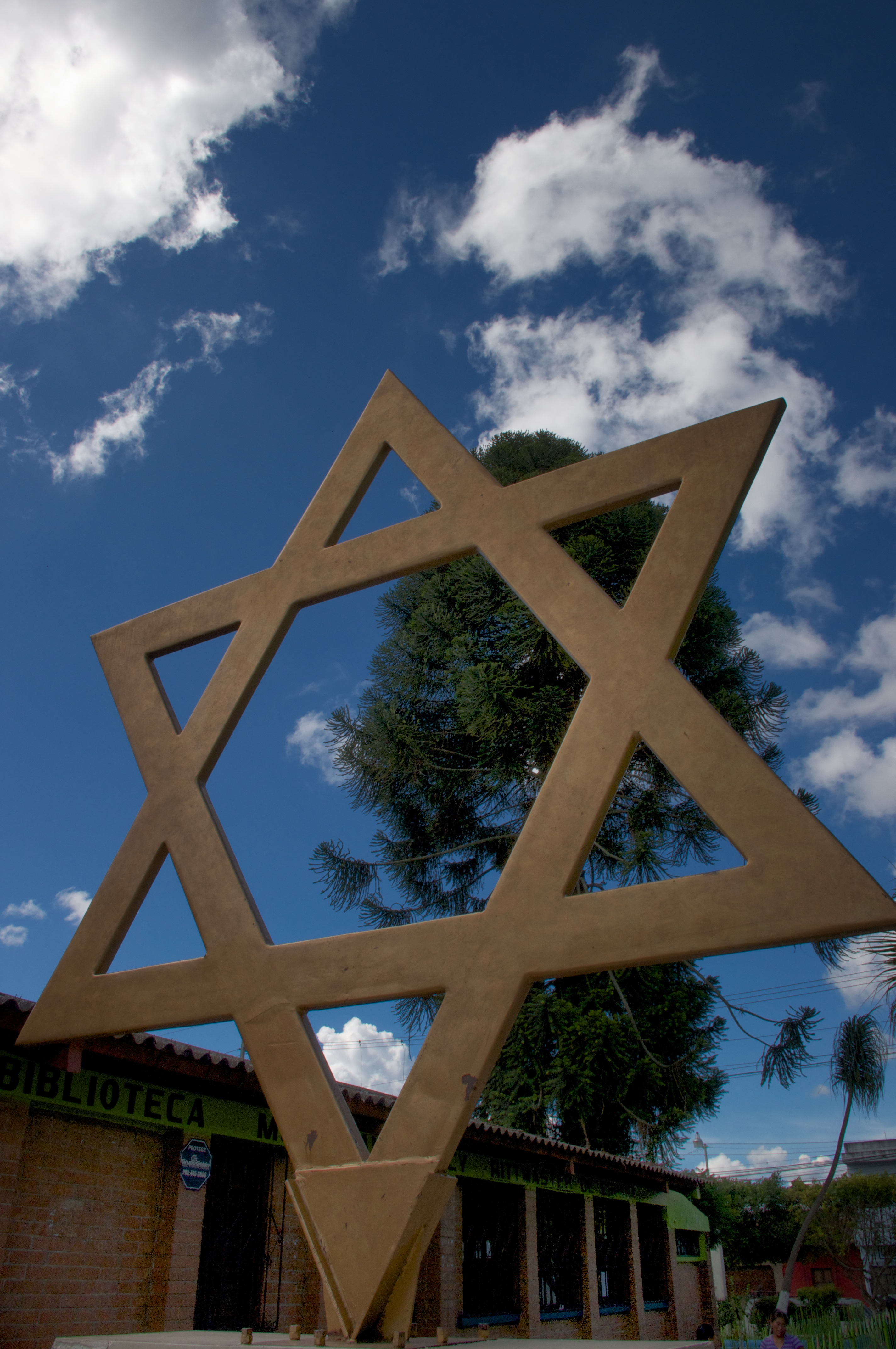
Monument de l'étoile de David

La municipalité, dont on trouve les premières traces historiques dans un document daté de 1567, a été supprimée 8 mars 1882 pour être à nouveau reconnue le 18 juillet 1910. L'année du centenaire (2010) a vu l'édification d'un four à briques en hommage à la tradition dont la ville tire son nom, et la restauration de la bibliothèque municipale avec l'aide de la coopération israélo-guatémaltèque. Une étoile de David a été édifiée en remerciement d'Israël face à la bibliothèque.